# Gourdan-Polignan
 Gourdan-Polignan  là một xã thuộc tỉnh Haute-Garonne trong vùng Occitanie tây nam nước Pháp. Xã này nằm ở khu vực có độ cao trung bình 434 mét trên mực nước biển.

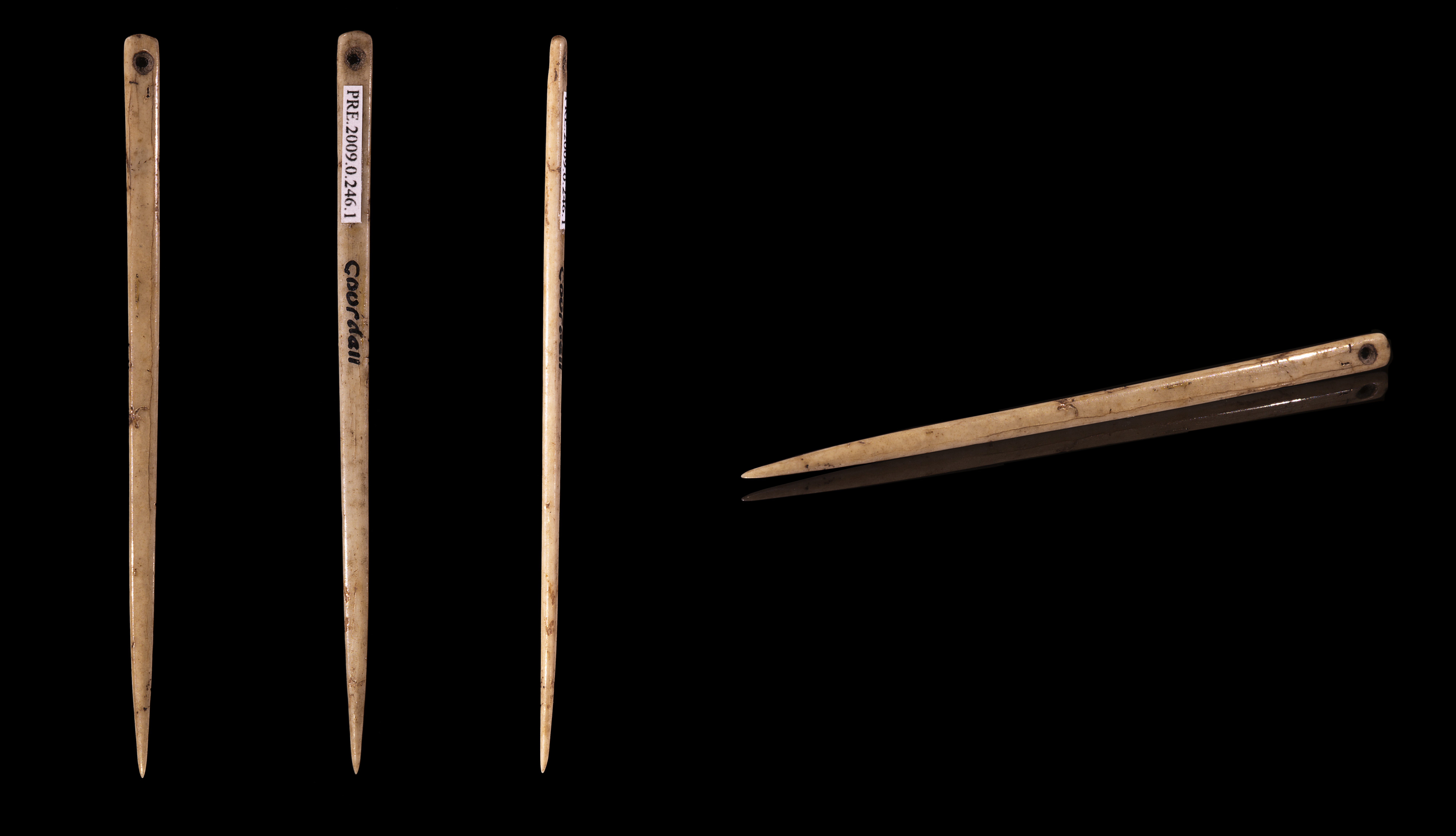
Bone flat sewing needle – Gourdan –Polignan - Magdalenian (40,000 and 10,000 years ago) - Muséum de Toulouse